# Ryan Gosling

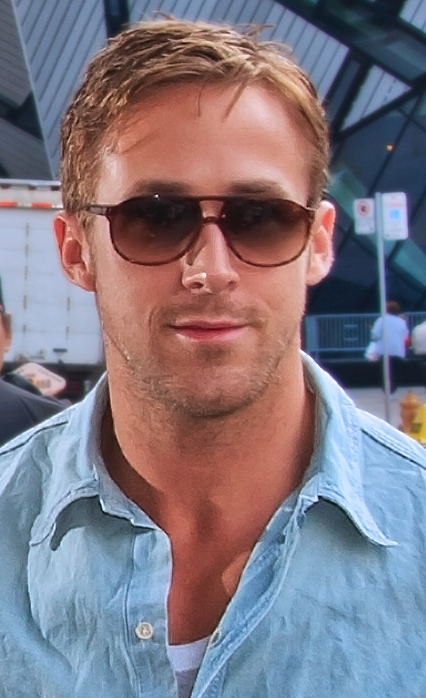
Ryan Gosling op het Toronto International Film Festival 2010

Ryan Thomas Gosling (London (Ontario), 12 november 1980) is een Canadese acteur, filmregisseur, producent en muzikant. Hij won in 2017 een Golden Globe voor zijn hoofdrol in de filmkomedie La La Land.

## Biografie

### Jeugd
Gosling werd geboren als de zoon van Thomas en Donna Gosling, leden van de kerk van Jezus Christus van de Heiligen der Laatste Dagen (vaak aangeduid als mormonen). Hij groeide op in de steden Burlington en Cornwall. Hij begon zijn carrière bij The Mickey Mouse Club, waar hij zong, danste en acteerde. Hier ontmoette hij onder andere Britney Spears, Justin Timberlake en Christina Aguilera. Na de Mickey Mouse Club legde Gosling zich voornamelijk toe op acteren door rollen te spelen in televisieseries als Breaker High en Young Hercules. Hierna maakte hij de definitieve overstap naar het witte doek.

### Film
In 2007 werd Gosling genomineerd voor een Oscar voor zijn rol in Half Nelson. In 2014 maakte Gosling zijn regiedebuut met Lost River, een film die hij tevens schreef en produceerde. In 2017 kreeg hij een Oscarnominatie voor La La Land. Speciaal voor deze film leerde Gosling piano spelen.

### Muziek
Gosling heeft ook een eigen band, Dead Man's Bones.

### Privéleven
Gosling kreeg in 2011 een relatie met Eva Mendes. De twee speelden samen in The Place Beyond the Pines. Samen kregen ze in 2014 hun eerste en in 2016 hun tweede kind, twee dochters.
Hij had enkele jaren een relatie met Rachel McAdams, zijn tegenspeelster in The Notebook.